# Chironomus varipennis
Chironomus? varipennis is een muggensoort uit de familie van de dansmuggen (Chironomidae). De wetenschappelijke naam van de soort is voor het eerst geldig gepubliceerd in 1902 door Daniel William Coquillett.
De soort is later door verschillende auteurs in het geslacht Zavreliella Kieffer, 1920 geplaatst, dat echter meestal als een synoniem van Lauterborniella Thienemann & Bause, 1913 werd beschouwd, en combinaties met beide geslachtsnamen komen in de literatuur voor. Bij een revisie van het geslacht Zavreliella door Friedrich Reiss, in 1990, werd naar aanleiding van onderzoek aan het holotype van de soort duidelijk dat die niet in Zavreliella thuishoort. Volgens Reiss is het echter ook geen Chironomus, waarmee de systematische positie van dit taxon nog zeer onduidelijk is.
De soort is beschreven aan de hand van materiaal uit Noord-Amerika. Het holotype, een mannelijk exemplaar met een lengte van 3 mm, kwam uit Las Vegas Hot Springs in New Mexico, en draagt het catalogusnummer USNM-6177.